# Lloydricia Cameron
Lloydricia Cameron (* 8. April 1996 in Miami) ist eine jamaikanische Kugelstoßerin US-amerikanischer Herkunft, die seit 2019 für Jamaika startberechtigt ist.

## Sportliche Laufbahn
Erste Erfahrungen bei internationalen Wettkämpfen sammelte Lloydricia Cameron im Jahr 2013, als sie für die Vereinigten Staaten mit 45,48 m den achten Platz im Diskuswurf bei den Jugendweltmeisterschaften in Donezk belegte. 2014 begann sie ein Studium an der University of Florida und schloss dieses 2018 ab. Seit 2019 ist sie für Jamaika startberechtigt und nahm im selben Jahr an den Panamerikanischen Spielen in Lima teil und belegte dort mit einer Weite von 17,57 m den siebten Platz im Kugelstoßen. 2021 qualifizierte sie sich über die Weltrangliste für die Teilnahme an den Olympischen Spielen in Tokio und schied dort mit 17,43 m in der Vorrunde aus. Im Jahr darauf verpasste sie bei den Weltmeisterschaften in Eugene mit 17,65 m den Finaleinzug und anschließend gelangte sie bei den Commonwealth Games in Birmingham mit 17,62 m Vierte. Auch bei den NACAC-Meisterschaften in Freeport mit 16,42 m Vierte. 2023 wurde sie bei den Panamerikanischen Spielen in Santiago de Chile mit 16,63 m Sechste und im Jahr darauf verpasste sie bei den Olympischen Sommerspielen in Paris mit 18,02 m den Finaleinzug.
2025 gelangte se bei den Hallenweltmeisterschaften in Nanjing mit 17,43 m auf Rang 13.

## Persönliche Bestleistungen
- Kugelstoßen: 18,33 m, 9. Mai 2021 in Walnut
- Diskuswurf: 55,14 m, 22. April 2016 in Gainesville